# Фельд'єгер
Фельд'єгер (нім. Feldjäger, від Feld — «поле» і Jäger — «мисливець») — військовий або урядовий кур'єр для доставки важливих (зокрема секретних) документів.

## Історія
Прототип фельд'єгерів існував у давньому Єгипті, Греції (там їх називали гемеродромами — скороходами, які ходили лише пішки).
У Давній Персії, за свідченнями Геродота, був прекрасно розвинутий кур'єрський естафетний зв'язок. Урядова кореспонденція доходила на відстань 2500 км за п'ять-шість днів кінними гінцями. Існували також станції, де вершники могли перемінити коней. Кожен кур'єр проїжджав свою ділянку дороги завдовжки 25–30 км і передавав естафету іншим. Система такого зв'язку називалась ангарією, а гінці — ангірдами.
У Давньому Римі для обслуговування імператорів, консулів, сенаторів, вищих державних та військових чиновників існувала мережа постійних кур'єрських маршрутів. Негайні повідомлення відправляли кінно, такі, що могли зачекати — пішо.
Передавали повідомлення гінцями і в Османській імперії, де для таких цілей використовували яничарів.

## В Україні
У Київській Русі піші посильні носили повідомлення від одного князя до іншого, оберігаючи таємницю передаваних відомостей. Гінці та вісники передавали накази усно чи письмово. Так, князь Олег використовував таємних гінців для зв'язків з племенами радимичів. Письмові послання загортали в акуратну трубочку, яку перемотували й опломбовували. Документи, що становили державну таємницю, оформлялися так, щоб ніхто сторонній не міг ознайомитись із їх змістом. Система передавання таких повідомлень виросла на професійному рівні. 
Урядовий фельд'єгерський зв'язок в сучасній Україні — приймання, обробка, перевезення та доставлення (вручення) кореспонденції, що містить відомості, які становлять державну таємницю, та/або службову інформацію, офіційної кореспонденції та дипломатичної пошти Президента України, Голови Верховної Ради України, Прем'єр-міністра України, державних органів, органів місцевого самоврядування, органів військового управління, закордонних дипломатичних установ України. Діє при Державній службі спеціального зв'язку та захисту інформації України.